# Campionati norvegesi di sci alpino 1964
I Campionati norvegesi di sci alpino 1964 si svolsero a Hemsedal tra il 3 e il 5 aprile; furono assegnati i titoli di discesa libera, slalom gigante, slalom speciale e combinata, sia maschili sia femminili.

## Risultati

### Uomini

#### Discesa libera
| Pos. | Atleta         | Nazione  |
| ---- | -------------- | -------- |
| 1    | Arild Holm     | Norvegia |
| 2    | Halvor Malm    | Norvegia |
| 3    | Harald Arnesen | Norvegia |

Data: 3 aprile

#### Slalom gigante
| Pos. | Atleta           | Nazione  |
| ---- | ---------------- | -------- |
| 1    | Arild Holm       | Norvegia |
| 2    | Halvor Malm      | Norvegia |
| 3    | Per Martin Sunde | Norvegia |

Data: 4 aprile

#### Slalom speciale
| Pos. | Atleta           | Nazione  |
| ---- | ---------------- | -------- |
| 1    | Per Martin Sunde | Norvegia |
| 2    | Hans Bjørge      | Norvegia |
| 3    | Lasse Hamre      | Norvegia |

Data: 5 aprile

#### Combinata
| Pos. | Atleta      | Nazione  |
| ---- | ----------- | -------- |
| 1    | Hans Bjørge | Norvegia |
| 2    | Arild Holm  | Norvegia |
| 3    | Jan Henden  | Norvegia |

Data: 3-5 aprile

### Donne

#### Discesa libera
| Pos. | Atleta           | Nazione  |
| ---- | ---------------- | -------- |
| 1    | Liv Christiansen | Norvegia |
| 2    | Aud Hvammen      | Norvegia |
| 3    | Kirsten Aune     | Norvegia |

Data: 3 aprile

#### Slalom gigante
| Pos. | Atleta           | Nazione  |
| ---- | ---------------- | -------- |
| 1    | Kirsten Aune     | Norvegia |
| 2    | Liv Christiansen | Norvegia |
| 3    | Dikke Eger       | Norvegia |

Data: 4 aprile

#### Slalom speciale
| Pos. | Atleta        | Nazione  |
| ---- | ------------- | -------- |
| 1    | Aud Hvammen   | Norvegia |
| 2    | Berit Strand  | Norvegia |
| 3    | Vivien Hübert | Norvegia |

Data: 5 aprile

#### Combinata
| Pos. | Atleta           | Nazione  |
| ---- | ---------------- | -------- |
| 1    | Aud Hvammen      | Norvegia |
| 2    | Liv Christiansen | Norvegia |
| 3    | Dikke Eger       | Norvegia |

Data: 3-5 aprile